# GT Advance Championship Racing
GT Advance Championship Racing (w Japonii wydana jako Advance GTA) – japońska gra komputerowa, pierwsza z serii GT wyprodukowana przez MTO oraz wydana 21 marca 2001 roku przez THQ.

## Rozgrywka
GT Advance Championship Racing jest komputerową grą wyścigową. W grze odwzorowano 45 licencjonowanych samochodów, które można modyfikować. Gracz zdobywa samochody w ramach nagrody za przechodzenie do wyższych klas. Gra zawiera tryb mistrzostw, w którym zawartych zostało wiele klas, na które składa się kilka wyścigów. Wraz z wykonywaniem przez gracza zadań uzyskuje on możliwość tuningu swoich aut, a także zostają odblokowane trasy i pojazdy. W grze wprowadzony został tryb gry wieloosobowej, w którym po połączeniu dwóch konsol mogą grać dwie osoby.